# Макарова Галина Михайлівна
Гали́на Миха́йлівна Мака́рова (нар. 14 грудня 1959, місто Севастополь) — українська радянська діячка, монтажниця апаратури Севастопольських майстерень. Депутат Верховної Ради УРСР 11-го скликання.

## Біографія
Освіта середня.
З 1977 року — монтажниця апаратури Севастопольських майстерень.
Потім — на пенсії в місті Севастополь.

## Нагороди
- ордени
- медалі